# Чиханчин Юрій Анатолійович
Юрій Анатолійович Чиханчин (рос. Юрий Анатольевич Чиханчин; народився 17 червня 1951 року, Красноярськ) — директор Федеральної служби з фінансового моніторингу з 13 червня 2012 року. Дійсний державний радник Російської Федерації 1 класу, кандидат економічних наук, завідувач кафедри фінансового моніторингу МІФІ. Заслужений економіст Російської Федерації (2005).

## Біографія
- 1974 — закінчив Красноярський технологічний інститут за спеціальністю «інженер-технолог»
- 1974—1978 роки — працював на підприємствах Красноярського краю (майстер, старший майстер-виконроб, начальник планово-виробничого відділу)
- 1978—1994 роки — служив у КДБ, а згодом — у його пострадянських відомствах-наступниках.
- 1994—2000 роки — очолював Східно-Сибірське регіональне управління Федеральної служби з валютного та експортного контролю Росії
- 2000—2002 роки — керівник департаменту валютного контролю Міністерства фінансів Росії
- 2002—2004 роки — 1-й заступник голови Комітету Росії з фінансового моніторингу
- 2004—2007 роки — заступник керівника Федеральної служби з фінансового моніторингу
- 2007—2008 роки — керівник Секретаріату Голови Уряду Росії[2].

Розпорядженням Уряду Російської Федерації від 22 травня 2008 року № 725Р призначено керівником Федеральної служби з фінансового моніторингу .
Указом Президента Російської Федерації від 13 червня 2012 року призначено директором Федеральної служби з фінансового моніторингу.
31 березня 2016 року Указом Президента Російської Федерації Юрію Чиханчину на п'ять років продовжено термін федеральної державної цивільної служби понад встановлений граничний вік.
4 травня 2021 року розпорядженням Президента термін федеральної державної цивільної служби йому був продовжений ще на один рік, а після 26 травня 2022 року — до 17 червня 2023 року.

## Санкції
19 жовтня 2022 року, на тлі вторгнення Росії в Україну, Чиханчина занесено до списку санкцій України, як особу, яка "підтримує дії, що підривають або загрожують територіальній цілісності, суверенітету і незалежності України з боку РФ".
24 лютого 2023 року Чиханчина внесено до санкційного списку Канади, як "причетного до триваючого порушення Росією суверенітету і територіальної цілісності України".

## Нагороди
- Заслужений економіст Російської Федерації (2005)
- Почесна грамота Президента Російської Федерації (2008)
- Орден «За заслуги перед Батьківщиною» IV ступеня (2011)
- Орден Олександра Невського (2014)
- Почесний громадянин Красноярського краю (2020)[9]